# National Book Critics Circle
O National Book Critics Circle (NBCC) é uma associação norte-americana formada por aproximadamente setecentos revisores de livros.
A NBCC foi fundada em  Nova Iorque no ano de 1974.
Todo ano é concedido um prêmio (National Book Critics Circle Award) para o melhor livro em cinco categorias: ficção, não-ficção em geral, biografia/autobiografia, poesia e crítica .